# Othmarschen
Othmarschen (en allemand : [oːtmaːrʃen] ) est un quartier de l'arrondissement d'Altona à Hambourg, ville du nord de l'Allemagne. En 2016, la population était de 14 893 habitants. 

## Histoire
Les premières mentions d'Othmarschen datent de 1317. Avec Altona, Othmarschen devint partie intégrante de Hambourg en 1937/1938 de par la loi du Grand Hambourg. 

## Géographie
En 2006, selon les statistiques de Hambourg et du Schleswig-Holstein, le quartier d'Othmarschen a une superficie totale de 6   km² Le quartier ouest est Nienstedten. Au sud, l'Elbe forme la frontière avec le Waltershof. La frontière au nord avec les quartiers Groß Flottbek et Bahrenfeld est délimitée par la voie de chemin de fer du train urbain (S-Bahn). À l'est se trouve le quartier d'Ottensen. 

## Musées, galeries

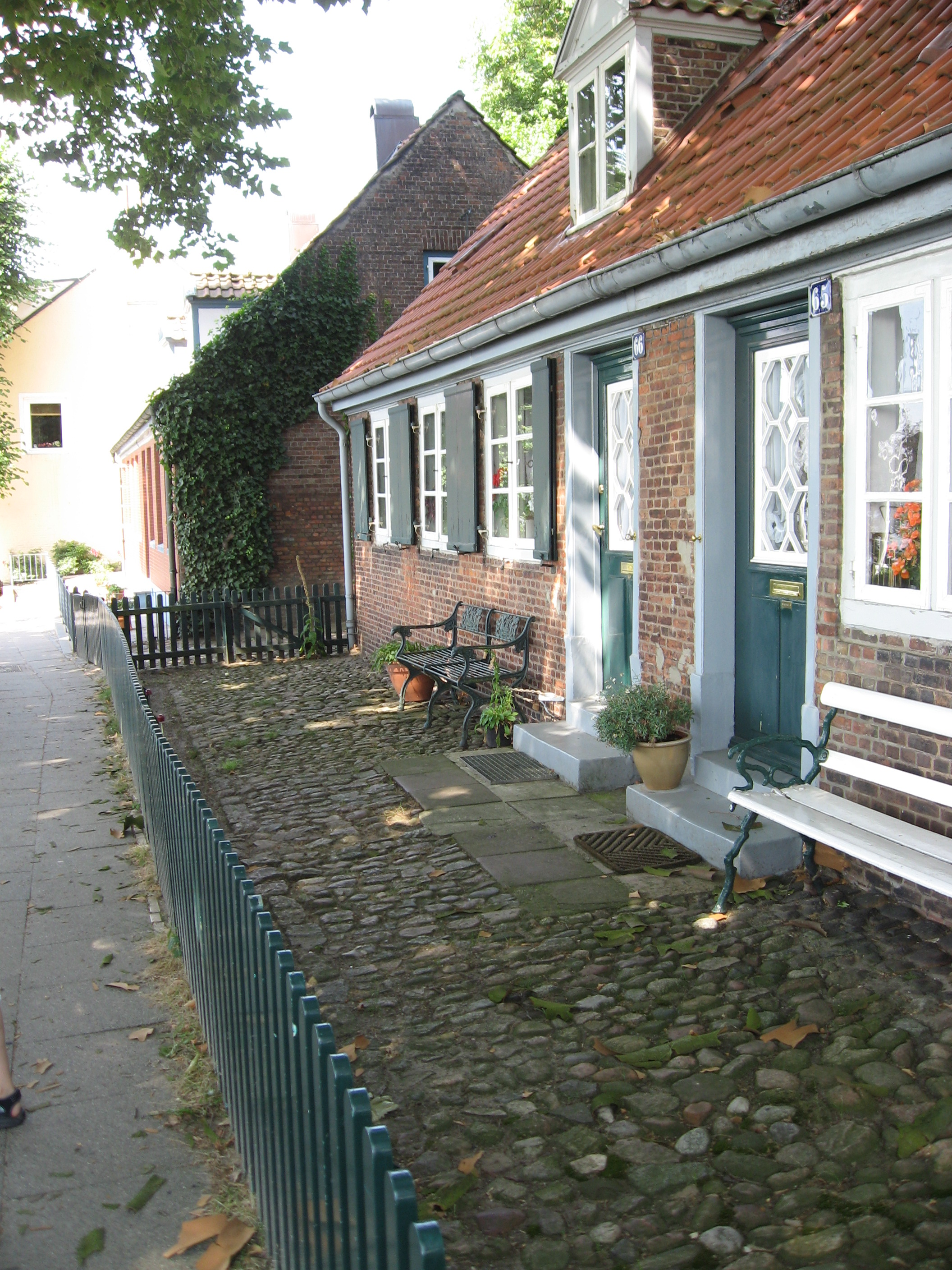
Quartier Övelgönne.

La maison Ernst Barlach est un musée consacré au travail du sculpteur expressionniste, graveur et écrivain Ernst Barlach. Elle est située dans le parc Jenisch.